# 鈴木義尾
鈴木 義尾（すずき よしお、1890年（明治23年）11月15日 - 1944年（昭和19年）11月21日）は、日本の海軍軍人。海軍中将。前名は義雄。主な軍歴を第二艦隊に歩み、太平洋戦争において軍令部第二部長、第三戦隊司令官を歴任。マリアナ沖海戦、レイテ沖海戦に参戦し、台湾沖で乗艦｢金剛｣ の沈没時に戦死した。

## 生涯

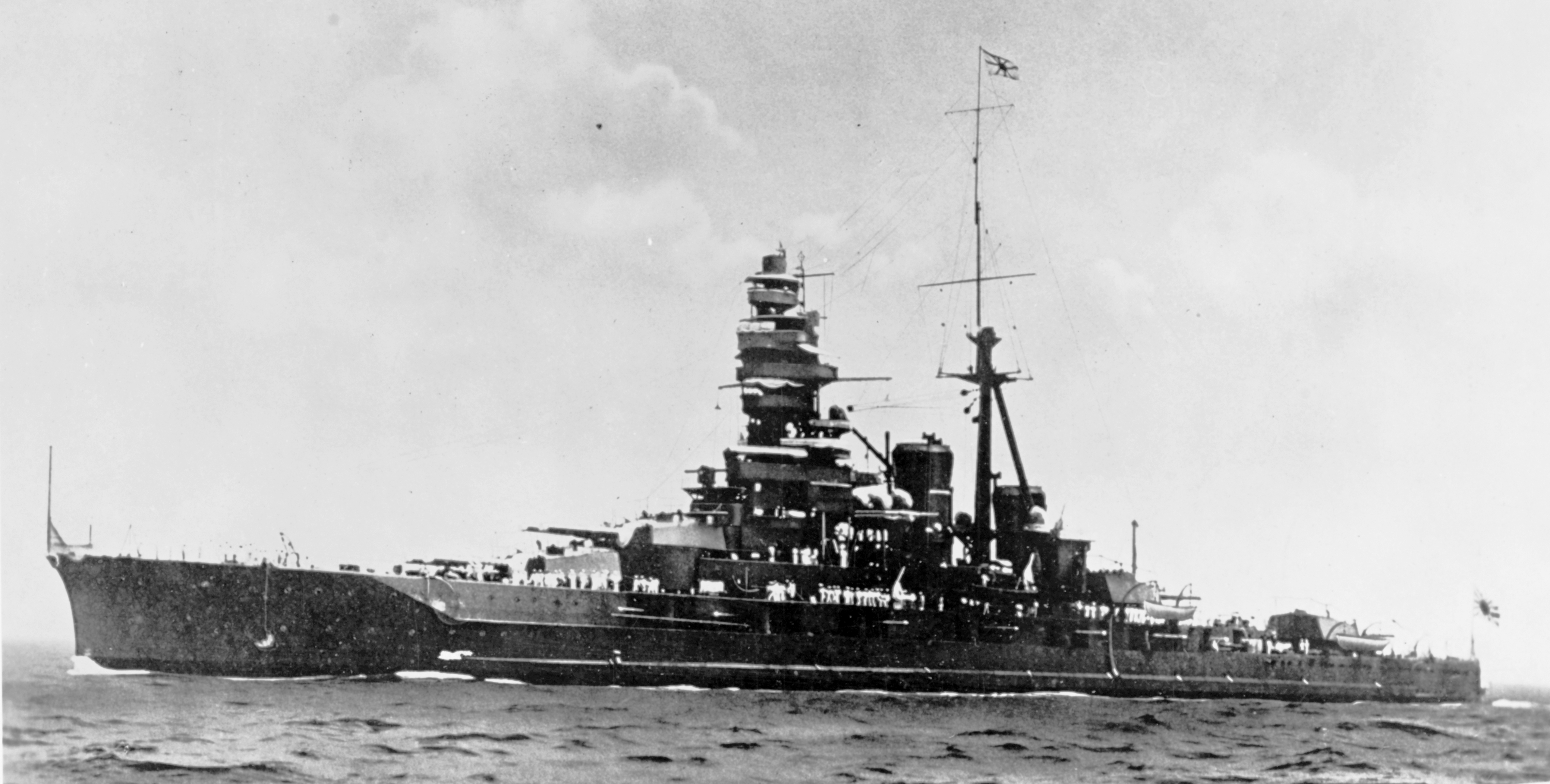
鈴木が艦長を務め、のち共に戦没した戦艦・金剛

山形県出身。新庄中学を経て、海軍兵学校40期を卒業。席次は144名中29番。鈴木は海軍大学校航海学生を修了した航海科専攻士官で、重巡洋艦「加古」など4艦の航海長を務めた。
大尉で第一艦隊参謀を務め海大甲種23期を修了。高木武雄、角田覚治、田結穣らが同期生である。中佐時代は欧米出張を経て、日本海軍の前進部隊である第二艦隊の参謀に就任。司令長官は末次信正、参謀長は中村亀三郎であった。大佐時代は、給糧艦「間宮」特務艦長、海大教官（陸大教官を兼務）、駐満海軍部参謀長などを歴任。第二艦隊では主力艦である重巡洋艦「摩耶」、戦艦「金剛」の各艦長を務め、次いで同艦隊参謀長に就任。2年弱の任期中司令長官・古賀峯一を補佐した。在任中の1939年（昭和14年）11月15日、少将に昇進している。
軍令部第二部長として太平洋戦争を迎え1943年（昭和18年）7月まで務めた。軍令部第二部は、日本海軍の戦備・補給などを担当する部署で、後任者は黒島亀人である。第二部長時代は、潜水艦研究委員会委員長も務めている。第三戦隊司令官に就任し、高速戦艦「金剛」、「榛名」を率い、空母部隊の護衛としてマリアナ沖海戦に参戦。レイテ沖海戦では戦艦2、重巡4、軽巡1、駆逐艦6を率いて第二部隊指揮官として参戦した。同海戦から日本へ帰還の途次に、バシー海峡にて乗艦｢金剛｣が米潜水艦「シーライオン」の雷撃を受け沈没。鈴木は、艦長・島崎利雄らとともに戦死した。鈴木は1943年（昭和18年）5月に中将へ進級しており、特別進級はなかった。
なお、両海戦にともに参戦した宇垣纏は鈴木の同期生であるが、宇垣にとって鈴木は心友、酒友と述べる存在であった。
他の補職
- 練習艦隊指導官
- 砲艦・宇治航海長
- 運送艦・松江航海長
- 空母・鳳翔航海長
- 横須賀鎮守府人事部員
- 呉鎮守府参謀
- 満州国大使館附武官など

## 東郷平八郎との関係
鈴木の妻は、海兵13期出身の海軍中将・東郷吉太郎の娘である。吉太郎は東郷平八郎の親族で、鈴木は人事局員在任中、元帥である東郷の副官を務めている。

## 栄典
位階
- 1914年（大正3年）1月30日 - 正八位[4]
- 1916年（大正5年）1月21日 - 従七位[5]
- 1919年（大正8年）1月10日 - 正七位[6]

勲章
- 1941年（昭和16年）4月11日 - 勲二等瑞宝章[7]